# Послание президента России Федеральному собранию (2023)
Посла́ние президе́нта Росси́и Федера́льному собра́нию 2023 го́да — обращение президента России Владимира Путина к обеим палатам Федерального собрания Российской Федерации 21 февраля 2023 года, состоявшееся в Гостином дворе (Москва).
В послании Путин приостановил договор о ядерных ограничениях с США, заявил, что Россия добьётся своих военных целей, не упомянув проблемы армии РФ на поле боя.
Послание стало одним из самых продолжительных и длилось 1 час 45 минут, уступая только посланию Федеральному собранию 2018 года (1 час 55 минут).

## Контекст
Последний раз Владимир Путин обращался к Федеральному собранию в апреле 2021 года. 21 декабря 2022 года стало известно, что послание Путина в 2022 году не будет оглашено и переносится на следующий год. 22 декабря Путин объяснил перенос обращения на следующий год тем, что он хочет более тщательно поработать над речью, чтобы это не было просто формальной процедурой. По мнению аналитиков, Путин хотел приурочить свое обращение к какому-либо ожидаемому большому достижению в войне с Украиной, чего так и не произошло. 10 февраля 2023 года пресс-секретарь президента Дмитрий Песков на брифинге для прессы сообщил, что послание состоится 21 февраля 2023 года.

## Содержание послания

### Приостановление Россией действияСНВ-III
В конце послания Путин сообщил о приостановлении Россией участия в Договоре о стратегических наступательных вооружениях (ДСНВ), который ограничивает бесконтрольную гонку вооружения между Россией и США. При этом позже, в российском МИДе отметили, что Россия продолжит и дальше соблюдать количественные ограничения, предусмотренные ДСНВ вплоть до окончания его действия в 2026 году.
По мнению корреспондента Русской службы Би-би-си Павла Аксёнова приостановление Договора о стратегических наступательных вооружениях не приведёт к немедленному началу гонки вооружений, но отсутствие прозрачности в таком важном для безопасности вопросе повлечёт за собой развитие ядерных сил и разработку доктринальных документов, исходя из предположений о том, что может творится у потенциального противника.
Верховный представитель ЕС по иностранным делам и политике безопасности Жозеп Боррель заявил, что решение Кремля приостановить действие Договора стало «ещё одним доказательством того, что то, что делает Россия, разрушает систему безопасности, созданную в конце холодной войны». Генеральный секретарь НАТО Йенс Столтенберг призвал Россию пересмотреть решение о приостановлении действия СНВ-III. Пресс-секретарь Генерального секретаря ООН Стефан Дюжжарик заявил, что Россия и США «должны возобновить полное выполнение ДСНВ без промедлений». Госсекретарь США Энтони Блинкен назвал решение России «глубоко прискробным и безответственным».
Дэвид Сангер из «The New York Times» предположил, что приостановление Россией действия Договора не поменяет статус-кво, так как инспекции были приостановлены из-за пандемии COVID-19, а в прошлом году «россияне стали придумывать причины для отказа в проверках».
Руководительница исследовательской группы политики безопасности берлинского Фонда науки и политики Клаудия Майор считает, что в краткосрочной перспективе решение России практически ничего не поменяет, в долгосрочной же перспективе, это решение может помешать продлению действия ДСНВ в 2026 году.

### Война с Украиной
Треть обращения Путина была посвящена войне на Украине. Путин более не представляет войну как «специальную операцию по освобождению Украины», но как войну за существование против Западной цивилизации. Путин не затронул цели или задачи предпринятого им вторжения в соседнюю страну, но подробно рассказывал о причинах. Послание в чём-то напоминало его утреннее обращение 24 февраля 2022 года в момент начала полномасштабного вторжения на Украину. В послании президент России в очередной раз безосновательно повторил, что Запад «развязал войну», а Россия «использует силу, чтобы её завершить», постаравшись переложить вину за конфликт на США и их союзников. В своем обращении Путин избегал обсуждения растущих потерь РФ на фронте и вообще происходящего на поле битвы, где силы РФ не достигают поставленных Путиным целей. По мнению некоторых западных СМИ, в своей речи Путин дал понять россиянам, что необходимо готовиться к тому, что война будет долгой.
На момент выступления Путина, российское полномасштабное вторжение на Украину продолжается почти год. Армия РФ потерпела неудачи и тяжёлые потери от украинских сил, поддержанных поставками оружия от США и Европы, в изначально поставленной Путиным цели захватить Киев и свергнуть украинское правительство. По оценкам МО Великобритании, американских и европейских чиновников, число раненых и погибших на Украине российских солдат достигает 200 тысяч человек. В последние недели Россия добилась некоторого продвижения в районе Бахмута в Донбассе, но потерпела тяжёлые потери под Угледаром.

### Внутренние проблемы
Большая часть обращения была посвящена внутренним проблемам. Президент заявил, что российская экономика и система управления продемонстрировала свою прочность — ВВП по итогам года снизился лишь на 2,1 % вместо прогнозировавшего обвала, уровень безработицы оказался ниже, чем до пандемии COVID-19. По мнению Путина, во втором квартале 2023 года инфляция в России приблизится к целевому показателю, составляющему 4 %.
При этом, хотя официальная статистика свидетельствует о рекордно низкой безработице, по данным Росстата 4,6 миллиона россиян работают неполное рабочее время, находятся в простое по вине работодателя либо в отпуске без сохранения заработной платы — это рекордное высокое значение за как минимум последние 8 лет. По состоянию на конец первого квартала 1,12 млн россиян работали неполный рабочий день, 240 тысяч находились «в простое», а 3,3 млн — в отпуске без сохранения зарплаты. Эксперты GLOBSEC указывают на ненадёжность и непрозрачность российской официальной статистики и указывают на многочисленные последствия войны для России, выходящие за рамки изменения определённых макроэкономических показателей — изоляция России от международных рынков, финансовых систем и услуг, технологий, логистики, поставок промежуточных товаров для производства, колоссальное падение производства в ряде секторов экономики, падение импорта и уровня жизни и отключение России от международных рынков капитала, что лишает Россию каких-либо перспектив экономического роста.
Президент исключил политику «пушки вместо масла», заявив, что оборонные расходы не должны разрушать экономику страны. Путин предложил создать государственный фонд для помощи семьям погибших и участников вторжения России на Украину, предоставить участникам боевых действий на Украине двухнедельный отпуск каждые полгода, пообещал, что местные и региональные выборы в сентябре 2023 года и президентские выборы 2024 года пройдут «в строгом соответствии с законом» и «с соблюдением всех демократических конституционных процедур», призвал крупный бизнес инвестировать в отечественные проекты. Помимо этого президент предложил повысить МРОТ с января 2024 года до 19 242 рублей, образовательный налоговый вычет на детей до 100 тысяч рублей, а вычет за лечение — до 150 тысяч рублей, запустить программу льготной аренды жилья для работников оборонно-промышленного комплекса, обеспечить выплату материнского капитала жителям присоединённых к России территорий, имеющим детей, родившихся с 2007 года. Общие расходы на озвученные президентом социальные меры экономисты оценивают в 400—500 млрд рублей.
Также президент заявил о рекордном объёме ввода жилья, превысившем 100 млн м². Было заявлено о наращивании объёмов инфраструктурно-бюджетных кредитов на развитие транспортной, коммунальной и иной инфраструктуры в регионах, на эти цели в 2023 году выделено дополнительно 250 млрд рублей, в обращении президент поручил увеличить эту сумму ещё на 50 млрд рублей. Было заявлено о намерении ускорить модернизацию Байкало-Амурской и Транссибирской магистралей, развивать Северный морской путь, продлить автомагистраль Москва-Казань до Екатеринбурга, Челябинска и Тюмени, а в перспективе — до Иркутска и Владивостока с выходом Казахстан, Монголию и Китай.
Путин заявил, что в 2022 году российские аграрии собрали рекордный урожай — более 150 миллионов тонн зерна. Захватив часть Запорожской и Херсонской областей Украины, Россия получила миллионы тонн зерна, хранившегося на украинских складах, а позже смогла собрать ещё 6 миллионов тонн зерна с полей. По данным Украины, этим и объясняется «рекордный урожай». Годом ранее Россия собрала 121,4 млн тонн зерна, что меньше показателей предыдущего года из-за засухи и других неблагоприятных погодных явлений.
В обращении Путин нормализует произошедшие с Россией за год войны с Украиной изменения в образовании, репрессии против правозащитных организаций, смерти на фронте и рост агрессивной риторики в обществе.
Во время послания президента сервера «ВГТРК», платформа «Смотрим.ру» и сайт «Первого канала» подверглись DDoS-атаке со стороны, в том числе, волонтёров штабов Навального.

### Бригада «Эдельвейс»
В своём послании Путин заявил: «Недавно одной из бригад ВСУ, стыдно сказать, стыдно нам, им нет, присвоили наименование „Эдельвейс“, как гитлеровской дивизии, которая участвовала в депортации евреев, казнях военнопленных, в карательных операциях против партизан Югославии, Италии, Чехословакии и Греции. Неонацисты не скрывают, чьими наследниками они себя считают. Удивительно, что на Западе этого никто из властей не замечает». Как отмечает издание «Настоящее время», Путин не указывает, что в России до 2016 года отряд специального назначения «Авангард» носил наименование «Эдельвейс», помимо этого, этот горный цветок в своей символике используют военные многих европейских стран, и не имеет ничего общего с нацистской идеологией.

### Поставки западных вооружений Украине до вторжения
По словам Путина, ещё до начала вторжения «велись переговоры Киева и Запада о поставках на Украину и систем ПВО, и боевых самолётов, и другой тяжелой техники». Однако до начала полномасштабной агрессии России против Украины, Запад не проявлял намерений поставлять Украине современные вооружения. Первые системы ПВО IRIS-T из Германии, Украина получила только в октябре 2022 года. Современные танки — немецкие Leopard 2 и британские Challenger 2, Украина получит не раньше февраля 2023 года, а поставки американских Abrams могут затянуться до 2024 года. Поставок боевых самолётов до сих пор не было, 31 января президент США Джо Байден заявил, что выступает против предложения передать Украине истребители F-16, 18 февраля министр обороны Великобритании Бен Уоллес заявил, что Украина получит истребители Eurofighter Typhoon только после окончания войны.

## Последствия

### Отмена «майского указа»
Вскоре после окончания послания Федеральному собранию, Путин подписал указ, признающий утратившим силу один из его «майских указов» 2012 года — «О мерах по реализации внешнеполитического курса РФ», который предполагал «последовательную реализацию» СНВ-III, добиваться сближения и безвизового режима с Евросоюзом, поддерживать стабильное и предсказуемое взаимодействие в отношениях с США, развивать отношения России с НАТО, углублять и развивать партнёрство и сотрудничество с рядом азиатских стран, расширять взаимодействие с Беларусью в рамках Союзного государства, активно содействовать становлению частично признанных Южной Осетии и Абхазии как современных демократических государств и искать пути решения приднестровского конфликта на основе уважения суверенитета и территориальной целостности Молдовы.